# Huguette Béolet
Huguette Béolet, née le 13 décembre 1919, est une joueuse de tennis de table internationale française. 

## Biographie
Elle remporte une médaille de bronze aux championnats du monde de tennis de table 1949 en Coupe Corbillon (épreuve par équipe féminine) avec Yolande Vannoni et Jeanne Delay pour la France.
Au début des années 1950, elle est numéro un française. Au total elle remporte six titres de championne de France de 1937 à 1952 en individuel ou en double,.